# Oclemena
Genre
Oclemena est un genre de plantes à fleurs de la famille des Asteraceae.

## Systématique
Le genre Oclemena a été créé en 1903 par le botaniste américain Edward Lee Greene (1843-1915).

## Liste d'espèces
Selon GBIF (1 mars 2022) :
- Oclemena acuminata (Michx.) Greene
- Oclemena × blakei (Porter) GLNesom
- Oclemena nemoralis (Ait.) Greene
- Oclemena reticulata (Pursh) GLNesom